# Somalopyrgus messanai
Somalopyrgus messanai är en insektsart som beskrevs av Baccetti 1985. Somalopyrgus messanai ingår i släktet Somalopyrgus och familjen Pyrgomorphidae. Inga underarter finns listade i Catalogue of Life.